# Stazione di Monticelli d’Ongina
Stazione di Monticelli d'Ongina vasútállomás Olaszországban, Monticelli d’Ongina településen.

## Vasútvonalak
Az állomást az alábbi vasútvonalak érintik:
- Piacenza–Cremona-vasútvonal

## Kapcsolódó állomások
A vasútállomáshoz az alábbi állomások vannak a legközelebb:
- Stazione di Caorso
- Stazione di Castelvetro